# 西川典孝
西川 典孝（にしかわ のりたか、1990年8月23日 - ）は、元NHKのアナウンサー。

## 人物
神奈川県横浜市出身。
桐蔭学園中学校・高等学校、慶應義塾大学総合政策学部卒業後、2013年入局。初任地は富山放送局。
2025年5月31日、NHKを退職。

## 挿話・嗜好
- 高校生の頃から横浜F・マリノスの熱心なサポーターで、ポスター貼りや清掃活動などを行っていた[2]。
- 大学ではストリートダンスサークルに所属していた。いまもダンスを趣味で続けて舞台に立っている[3]。
- ダンス競技の一種であるブレイキンの実況を何度も担当している[4][5]。

NHKでは、2024年のパリオリンピックで新競技となるブレイキンを特集・一部の試合の中継をすることになった。そこで、2023年2月15日の｢ニュースLIVE!ゆう5時｣と、18日の｢マイあさ!」に出演して、経験者として魅力を伝えた。2024年2月13日の｢あさイチ」などでもダンスを披露。
- 写真を撮る時、陸上のスタンディングスタートのポーズを好む[6]。
- 競技者を報じるという通常の取材者としての役割だけでなく、自分自身が得意のストリートダンスを放送で披露することにも力を入れ、自らダンスコーナーを立ち上げて撮影や編集なども行ってきた[7]。
- 「サタデーウオッチ9」のスポーツキャスターや、自らのダンス経験をいかしてブレイキンを中心にスポーツ実況を担当。2022FIFAワールドカップカタール大会では現地からキャスターを務めた。
- 「パリオリンピック」では現地キャスターを担当。サッカーや体操などで出演。
- 趣味は囲碁。

## 担当番組
富山放送局時代（2013年度 - 2017年度）
- 土曜スタジオパーク（2013年5月25日） - 新人お披露目
- 富山県のニュース
- 着信御礼!ケータイ大喜利（2013年11月2日）
- ニュース富山人（2016年4月[8] - 2018年3月30日）

長野放送局時代（2018年度 - 2021年度）
- リオデジャネイロオリンピックラジオキャスター
- 2018FIFAワールドカップロシア大会スタジオキャスター
- ニュースウオッチ9スポーツコーナー（2019年9月、2020年3月、8月）
- NHK杯テレビ囲碁トーナメント司会（2019年、2020年）
- テレビ囲碁アジア選手権司会（2019年）
- 東京オリンピックBS8Kキャスター・実況
- 東京パラリンピック実況
- 2021年アルペンスキー世界選手権実況
- 2022年北京オリンピックキャスター
- 長野県のニュース
- ゆる信ワイド

東京アナウンス室時代（2022年度 - 2025年5月）
- スポーツ中継 - 上記の通り、自身が経験したダンス関係の担当になることが多い
- サタデーウオッチ9（スポーツキャスター：2022年4月2日 - 2025年3月29日）
- 2022FIFAワールドカップカタール大会現地キャスター（2022年11月）
  - ニュースウオッチ9・サタデーウオッチ9 2022FIFAワールドカップカタール大会現地リポーター（2022年11月 - 2022年12月）
- 地方局への出張 - テレビにてローカルニュースの担当
  - 長野放送局 - 2018年度から2021年度まで在籍
    - 信州845（2022年4月18日）
    - 長野県の気象情報（2022年4月19日、20日、6月14日、15日）
    - 長野県のニュース（2022年4月19日、20日、6月13日、14日、15日）
- 踊る!さんま御殿!!（日本テレビ放送網）NHK×日テレ70thコラボ企画 （他局出演）ゲスト（2023年3月14日）
- NHK杯フィギュア特設スタジオキャスター（2023年11月24日、25日、26日）
- 第100回箱根駅伝（NHKラジオ）中継所実況（2024年1月2日、3日）
- とまどい社会人のビズワード講座（NHK）かるた実況（2024年1月4日）
- カーリング日本選手権2024（NHK）実況（2024年1月30日、2月1日）
- 全日本ブレイキン選手権（NHK）実況（2023年、2024年）
- カーリング世界選手権2024（NHK）実況（2024年4月2日、3日）
- パリオリンピック2024（NHK）キャスター（2024年7月、8月）